# Lynbert Johnson
Lynbert R. Johnson (nacido 7 de septiembre de 1957, en Nueva York), también conocido como Cheese Johnson, es un jugador profesional estadounidense de baloncesto. Fue seleccionado en el Draft de la NBA de 1979 por el equipo de Golden State Warriors, jugando nueve partidos en la temporada 1979-80 de la NBA, con una media de 3.0 puntos y 1.6 rebotes por juego. Durante su estancia en la Universidad Estatal de Wichita su apodo era 'Cheese' debido a que su primer nombre sonaba como Limbruger cheese, un tipo de queso.